# Muggiò
Muggiò là một đô thị ở tỉnh Monza và Brianza, vùng Lombardia của Italia, khoảng15 km về phía đông bắc của Milano. Tại thời điểm ngày 31 tháng 12 năm 2004, đô thị này có dân số 22.255 và diện tích là 5,5 km².
Đô thị Muggiò gồm frazione Taccona.
Muggiò giáp các đô thị: Lissone, Desio, Monza, Nova Milanese, Cinisello Balsamo.